# Martin Hochleitner

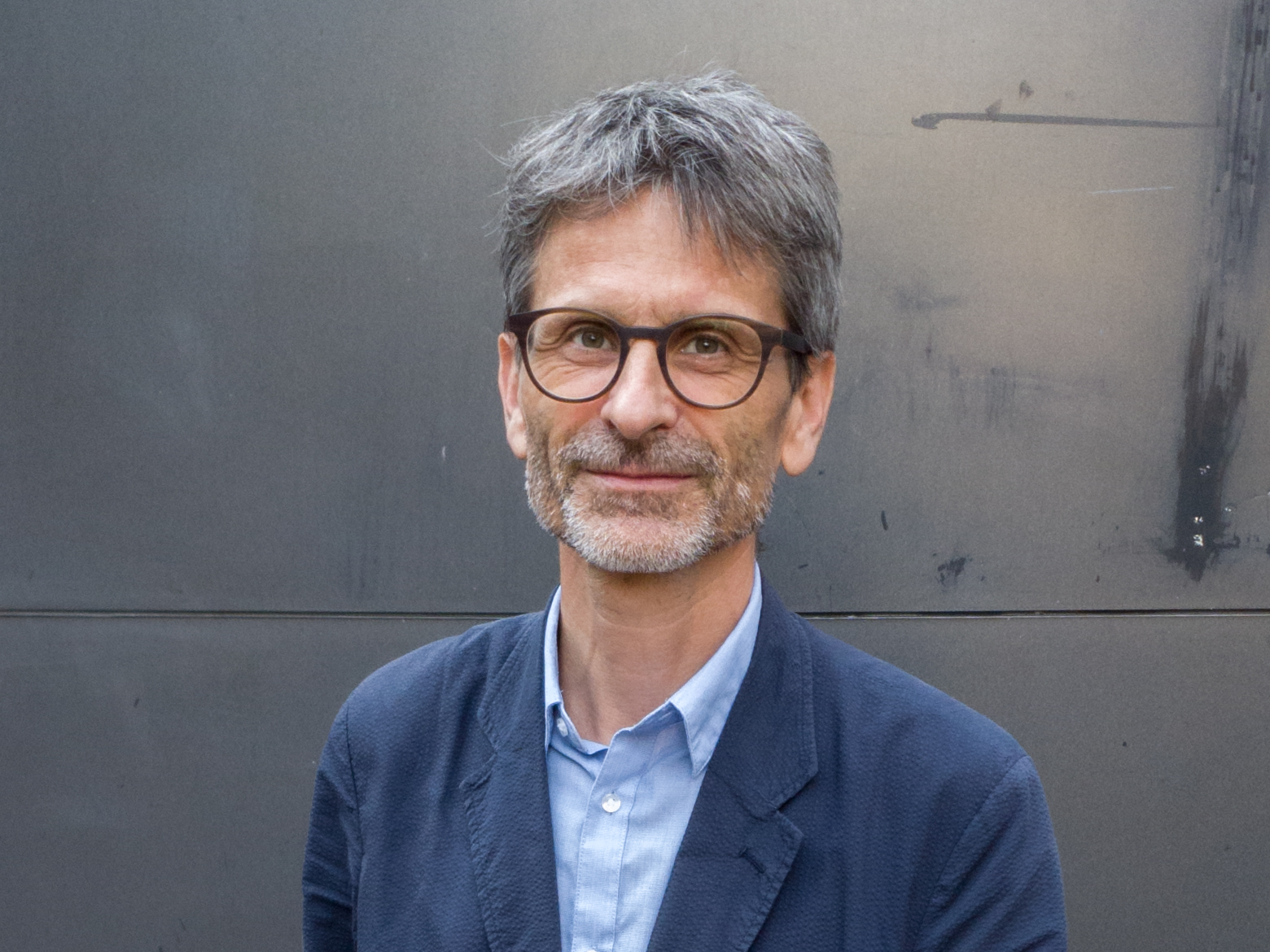
Martin Hochleitner (2022)

Martin Hochleitner (* 1970 in Salzburg) ist ein österreichischer Kunsthistoriker und seit 2012 Leiter des Salzburg Museum in Salzburg.

## Leben
Martin Hochleitner schloss sein Studium der Klassischen Archäologie 1992 mit dem Titel Mag. phil. ab. Im Jahr 2002 beendete er das Studium der Kunstgeschichte an der Universität Salzburg mit dem Dr. phil. Seine Dissertation verfasste er zum Thema „Grundlagen und Rezeption skulpturaler Erscheinungsformen in der oberösterreichischen Kunst des 20. Jahrhunderts“.
Von 1993 bis 2000 war er Mitarbeiter am Institut für Kulturförderung des Landes Oberösterreich (Leitung der Förderungsbereiche Bildende Kunst, Foto, Film, Neue Medien und Architektur) und Leiter der Galerie im Stifterhaus zusammen mit Peter Assmann. 2000 übernahm er die Leitung der Landesgalerie Linz am Oberösterreichischen Landesmuseum, welche er bis 2012 innehatte. Seit September 2012 leitet er das Salzburg Museum.
Seit 1997 lehrt er Kunstgeschichte an der Kunstuniversität Linz, wo er zwischen 2008 und 2010 die Leitung der Abteilung Kunstgeschichte und Kunsttheorie / Gender Studies innehatte. 2010 wurde er als Universitätsprofessor für Kunstgeschichte und Kunsttheorie / Schwerpunkt kuratorische Praxis berufen. Seit 2005 lehrt er am Institut für Kunstwissenschaften und Philosophie der Katholisch-Theologischen Privatuniversität in Linz, seit 2010 auch als Honorarprofessor für Kulturwissenschaft. Im Studienjahr 2007/08 hatte er eine Gastprofessur für Fototheorie an der Universität für angewandte Kunst Wien.
2013 wurde Hochleitner mit dem Ars Docendi-Staatspreis für exzellente Lehre, der vom Bundesministerium für Bildung, Wissenschaft und Forschung vergeben wird, ausgezeichnet.

## Projekte
Martin Hochleitner konzipierte und organisierte u. a. das Architektursymposien im ORF-Landesstudio und die Galerie im Stifterhaus in Linz. Es entstanden Kooperationen u. a. mit der Ars electronica, O.K. Centrum für Gegenwartskunst, Linz und der Kunstuniversität Linz. Er ist auch Kurator unzähliger Ausstellungen, u. a. der Jahresausstellung im Salzburger Kunstverein, „regie“ von Edgar Honetschläger, „Es ist still draußen“ von Gabriele Rothemann.

## Publikationen (Auswahl)
- Martin Hochleitner (Hrsg.): Oberösterreich. Bildende Kunst 1945 bis 1955